# Paradontologie
Paradontologie je obor stomatologie zabývající se léčbou parodontitidy, lidově zvané paradentóza.
Parodontitida je zánětlivé onemocnění závěsného aparátu zubu (parodontu) čili dásně a upevnění zubu v dásni. Projevuje se krvácením dásní a uvolněním zubů (vikláním). Neléčená parodontitida může vést k předčasné ztrátě chrupu.

## Léčba parodontitidy
Zánět léčí obvykle zubní lékař ve spolupráci se zubní hygienistkou. Pokud však zánět pronikne hluboko do kosti, přebírá léčbu výhradně lékař, paradontolog. Léčba obvykle začíná vstupní prohlídkou, při které se zjišťuje rozsah zánětu a případné postižení zubů. Poté je pacient poučen o správném způsobu ústní hygieny. Právě ta totiž může zánět zcela odstranit.
Pokud je již postižen samotný zub, provádí se podle stupně poškození zubu endodontické ošetření, vyplnění defektu zubu po kazu, náhrada zubní korunkou, extrakce zubu, zavedení implantátu nebo se přímo zhotovuje zubní protéza.